# Revolta dos Panthay
A Revolta dos Panthay ou Rebelião Panthay (1856-1873), conhecida em chinês como Rebelião de Du Wenxiu ou Revolta muçulmana (chinês simplificado: 杜文秀起义; chinês tradicional: 杜文秀起義; pinyin: Dù Wénxiù qǐyì) foi um movimento separatista do povo Hui e outras minorias étnicas não muçulmanas contra a Dinastia Qing, no sudoeste da província de Yunnan na China, como parte de uma onda de distúrbios multi-étnicos liderados pelos Hui.
O nome "Panthay" é uma palavra birmanesa, que é dito ser idêntica com a palavra Shan, Pang hse. Foi o nome pelo qual os birmaneses denominavam os muçulmanos chineses que vieram com caravanas para a Birmânia a partir da província chinesa de Yunnan. O nome não era usado ou conhecido na própria Yunnan .
Os chineses costumam denominar o movimento como Rebelião de Du Wenxiu, fazendo uma referência, ao fundador do Sultanato Dali que era o líder religioso islâmico e político mais importante da época na região de Yunnan. "Hui" é a palavra utilizada pelos chineses para se referir aos muçulmanos, que se refere aos uigures que habitam Xinjiang (noroeste da China).
Yunnan fica no sudoeste da China, e somente se tornou parte do Império Chinês no Século XIII, na época da invasão mongol, que trouxe os Hui para a região. Até o reinado do Imperador Qing Yongzheng (1723-1735), grandes partes da província eram administrados por chefes locais com muito pouca interferência do governo na capital provincial de Kunming. Algumas peculiaridades topográficas da região, tais como: altas montanhas, ausência de rios navegáveis e de estradas para o tráfego veículos com rodas, favoreciam o isolamento da região. As ricas minas de cobre do leste de Yunnan eram de especial interesse para o Império.
Entre 1775 e 1850, ocorreu uma maciça migração da etnia Han para a região de Yunnan, que elevou a população local de 4 para 10 milhões de habitantes e desestabilizou a região.
Entre entre 1818 e 1833 ocorreram três revoltas na região.
Uma série de atos de violência anti-Hui teve seu auge no Massacre de Kunming, em 1856, no qual cerca de oito mil Huis foram mortos, que deu origem à Rebelião.
Além de Du Wenxiu, Ma Rulong e Ma Dexin destacaram-se como líderes da rebelião, que se revelaria frágil pela falta de uma ideologia unificadora.
Em 1862, Ma Rulong não ofereceu resistência a um cerco da Dinastia Qing contra Kunming, em troca de sua integração à hierarquia militar do Império.
Du Wenxiu conseguiu estabelecer o Estado Pingnan (pacificar o sul) também conhecido como Sultanato de Dali, que tinha como base econômica o comércio terrestre e atingiu seu auge entre 1867 e 1869. A derrota da Rebelião Taiping permitiu que a Dinastia Qing enviasse tropas suficientes para derrotar a rebelião. Du Wenxiu se entregou, aceitando a decapitação, para evitar derramamento de sangue entre seus seguidores.